# Serjania rigida
Serjania rigida är en kinesträdsväxtart som beskrevs av Ludwig Radlkofer. Serjania rigida ingår i släktet Serjania och familjen kinesträdsväxter. Inga underarter finns listade i Catalogue of Life.